# Slowcore
Le slowcore est un sous-genre musical du rock alternatif et du rock indépendant, caractérisé par des paroles poignantes, des mélodies graves, un tempo lent, et des arrangements minimalistes. Le slowcore est souvent utilisé d'une manière interchangeable avec le terme sadcore,.
Les groupes représentatifs du genre incluent : Red House Painters, Codeine, Bedhead, Chokebore, Black Heart Procession, Low,  Spain, Idaho, Duster et Seam. D'autres artistes apparentés au genre sont Lana Del Rey, Smog, Come, Cat Power et Cowboy Junkies.

## Caractéristiques
Le slowcore se caractérise par un fond musical minimaliste joué à vitesse très réduite. La guitare est normalement claire et non distordue, mais fait usage de réverbération. Certains auteurs-interprètes catégorisés sous le terme slowcore font appel à des chanteurs inhabituels pour le genre, comme la chanteuse suédoise Stina Nordenstam ; certains groupes font appel à des musiciens créatifs comme c'est le cas du groupe Codeine.

## Histoire
Des groupes tels que Galaxie 500 et American Music Club se popularisent rapidement, mais ne sont généralement pas considérés comme slowcore. Le genre émerge au début des années 1990 en tant qu'acte de rébellion face à l'énergie prédominante et l'agressivité du grunge. Le genre est associé au groupe Low, qui se reconvertira lentement mais sûrement vers un public plus rock traditionnel.
Le terme slowcore n'est en lui-même pas populaire. Il est associé aux branches heavy rock et dance dans lesquelles le suffixe -core peut être rattaché à n'importe quel genre pour s'identifier. Le terme est davantage adopté par la presse spécialisée que par les groupes ; il se popularisera néanmoins chez les fans du genre qui considèrent le terme comme un badge d'honneur.